# Зіштранс
Зіштранс (нім. Sistrans) —  громада округу Інсбрук-Ланд у землі Тіроль, Австрія.
Зіштранс лежить на висоті  919 м над рівнем моря і займає площу  7,9 км². Громада налічує 2115 мешканців. 
Густота населення 268/км².  
|                                   |
| Зіштранс на мапі округу та землі. |

 Адреса управління громади: Unterdorf 15, 6073 Sistrans. 

## Демографія
Історична динаміка населення міста за даними сайту Statistik Austria

## Виноски
1. ↑  Dauersiedlungsraum der Gemeinden Politischen Bezirke und Bundesländer - Gebietsstand 1.1.2018 — Статистичне управління Австрії.
2. ↑  https://www.statistik.at/blickgem/blick1/g70353.pdf
3. ↑  www.sistrans.tirol.gv.at. Архів оригіналу за 22 березня 2018. Процитовано 18 березня 2022.
4. ↑  Gemeindedaten von Sistrans. Архів оригіналу за 25 лютого 2015. Процитовано 17 липня 2013.

| Австрія | Це незавершена стаття з географії Австрії. Ви можете допомогти проєкту, виправивши або дописавши її. |